# Psaenythia magnifica
Psaenythia magnifica är en biart som beskrevs av Holmberg 1921. Psaenythia magnifica ingår i släktet Psaenythia och familjen grävbin. Inga underarter finns listade i Catalogue of Life.